# Yootha Wong-Loi-Sing
 (décembre 2018).
Yootha Wong-Loi-Sing, née le 19 août 1987 à Rotterdam, est une actrice et chanteuse surinamo-néerlandaise.

## Filmographie

### Cinéma et téléfilms
- 2012 : Who's in Who's Out : Angel
- 2013 : The Price of Sugar de Jean van de Velde : Mini-Mini[2]
- 2014 : Celblok H (nl) : Drina Klimso
- 2015 : The Paradise Suite de Joost van Ginkel : Nanda[3]
- 2015 : Hotwax : La fille numéro 2
- 2015 : Bagels & Bubbels (nl) : Karen
- 2016 : Sneekweek de Martijn Heijne : Kim[4]
- 2016 : Cas de Joris van den Berg : Mia[5]
- 2016-2017 : Flikken Rotterdam (nl) : Chantal Denswil
- 2017 : Alles voor elkaar : Vanessa
- 2017 : De mannentester (nl) : Jae
- 2017 : Suspects : Hannah Stevens
- 2017-2018 : Les Mystères d'Hunter Street : Simone Smith
- 2018 : Love Is de Mara Brock Akil et Salim Akil : Ruby[6]
- 2018 : Get Lost! : Stacey
- 2020 : Really Love (en) (2020) : Stevie Solomon